# Urosaurus
Urosaurus is een geslacht van hagedissen uit de familie Phrynosomatidae.

## Naam en indeling
De groep werd voor het eerst wetenschappelijk beschreven door Edward Hallowell in 1854. Er zijn acht soorten waarvan de meest recente sinds 1921 wetenschappelijk beschreven is.

## Verspreiding en habitat
Alle soorten leven in delen van zuidelijk Noord-Amerika. Vijf van de acht soorten komen endemisch voor in Mexico en drie soorten komen daarnaast voor in de Verenigde Staten.

## Uiterlijke kenmerken
De soorten lijken op de stekelleguanen (Sceloporus) maar hebben een huidplooi aan de keel en de schubben zijn minder sterk gekield.

## Beschermingsstatus
Door de internationale natuurbeschermingsorganisatie IUCN is aan alle soorten een beschermingsstatus toegewezen. Zes soorten worden als 'veilig' beschouwd (Least Concern of LC), twee soorten worden gezien als 'kwetsbaar' (Vulnerable of VU) en twee soorten als 'bedreigd' (Endangered of EN).

## Soorten
Het geslacht omvat de volgende soorten, met de auteur en het verspreidingsgebied.
| Naam                   | Auteur               | Verspreidingsgebied      |
| ---------------------- | -------------------- | ------------------------ |
| Urosaurus auriculatus  | Cope, 1871           | Mexico                   |
| Urosaurus bicarinatus  | Duméril, 1856        | Mexico                   |
| Urosaurus clarionensis | Townsend, 1890       | Mexico                   |
| Urosaurus gadovi       | Schmidt, 1921        | Mexico                   |
| Urosaurus graciosus    | Hallowell, 1854      | Mexico, Verenigde Staten |
| Urosaurus lahtelai     | Rau & Loomis, 1977   | Mexico                   |
| Urosaurus nigricaudus  | Cope, 1864           | Mexico, Verenigde Staten |
| Urosaurus ornatus      | Baird & Girard, 1852 | Mexico, Verenigde Staten |